# Литература на иврите
Литература на иврите (ивр. ספרות עברית‎) — литература на древнееврейском языке (иврите), история которой охватывает собой промежуток времени в 3 тысячи лет. Наиболее ранние памятники древнееврейской литературы созданы в XII веке до н. э..

## Период до разрушения Первого Храма
Период первый охватывает время до разрушения Первого Храма. Во время покорения ассиро-вавилонянами Святой Земли, евреи имели свою литературу. У них было Пятикнижие, в той форме, в какой оно дошло до нас; были книги Иисуса Навина, Судей израильских, пророка Самуила и Царств, были сборники речей некоторых пророков (Амоса, Осии, Исаии, Михея, Аввакума и др.), изречения мудрых и религиозные песни (Псалмы). В дошедших до нас еврейских книгах Библии упоминаются, кроме того, различные сочинения, которые до нас не дошли, например два сборника эпических поэм, различные пророческие писания, несколько исторических сочинений, царские летописи, жизнеописания знаменитых людей и т. п. По всей вероятности, некоторые из них существовали ещё в IV веке до н. э., и ими пользовался составитель библейских книг Хроник.

## ПериодВторого ХрамаиТанаев
Период второй начинается с разрушения Первого Храма. По возвращении евреев из вавилонского плена (VI век до н. э.), изучение священных книг было поставлено на серьёзную основу Эзрой и Нехемией. Образованный ими круг софрим (писцов) поставил своей задачей изготовлять списки Моисеева Закона и распространять их в народе. Гилель (ок. 30 года до н. э.) установил семь неизменных правил (мидот) толкования. Полтораста лет спустя рабби Ишмаэль, современник преследований Адриана, увеличил их число до тринадцати.
Когда при изучении Писания дело шло о правилах совершения обрядов и о других религиозных предписаниях, равно когда дело касалось вопросов гражданского и уголовного права (вся юриспруденция составляла у евреев часть богословской науки) — это значило заниматься Галахой (евр. הלכה буквально: ход, шествование); когда изучались повествовательные части Библии или речи пророков, то это значило заниматься Агадой (евр. הַגָּדָה, арамейский אַגָּדָה — сказание). Под этим названием подразумевается не только толкование Св. Писания, но также и учение о нравственности, благочестии, отношениях человека к Богу и т. п. Есть сочинения чисто галахического содержания, другие — исключительно агадического; содержание обоих талмудов (см. ниже) — смешанное. Галахическая литература имеет интерес главным образом для одних евреев, агадическая же, напротив, имеет общий интерес, так как много встречающихся в ней легенд, изречений, поучений и религиозных воззрений усвоены христианством и исламом и этим путём сделались общим достоянием цивилизованного человечества. Устный Закон запрещено было записывать; традиция должна была передаваться из уст в уста. Язык, употреблявшийся в школах, был еврейский, но с примесью арамейских, греческих и латинских выражений, чем он и отличается от языка Еврейской Библии. Древнееврейский язык продолжал развиваться и обогащаться. Мишна, древнейший после Библии сборник законов (II век), написан целиком по-еврейски. В Вавилонском и Иерусалимском Талмуде еврейский текст, особенно выдержки из Библии и Мишны, сопровождается их обсуждением на месопотамском и палестинском диалектах арамейского.
Мудрецы Мишны (I—II век) назывались танаями (ивр. תַּנָּאִים‎, таннаим, от слова, означающего «многократно повторять для точной устной передачи»). Окончательная редакция Мишны, дошедшая до нас через все последующие поколения, была составлена около 200 года н. э. главой мудрецов этого поколения рабби Иеудой а-Наси, который стал, таким образом, последним из таннаим. В Мишне собраны и распределены по отделам и трактатам те толкования и дополнения к писанному закону, которые служили руководством в религиозной, юридической, общественной и семейной практике. Мишна отнюдь не должна, однако, считаться сборником законов в привычном смысле, так как во многих случаях в ней приводятся и ставятся рядом различные мнения древних законоучителей, иногда без указания окончательного решения. В последующие века мудрецами Талмуда преподаны были правила о том, как следует поступать при наличии подобных разногласий. Из числа других древних сочинений Тосефта представляет собою сборник, составленный на тех же основах и в той же форме, как и Мишна, а Мехилта, Сифра и Сифре показывают, как возник в каждом отдельном случае устный закон из закона писанного — прямо ли из текста или опираясь на намёк в нём. Они составляют как бы непрерывный галахический и агадический комментарий к писаной Торе: дошедшая до нас часть Мехилты — к книге Исхода, Сифра — к книге Левит, а  Сифре — к книге Числа и Второзаконию.

## ПериодАмораев
По заключении Мишны, её стали объяснять в школах вместе со Св. Писанием, стараясь привести её к её источнику — к Библии или к более древним, действительным или предполагаемым, традициям. Тосефта, Мехилта, Сифра, Сифре и другие подобные произведения, часть которых дошла до нас не полностью, также сделались предметом исследования. Суждения, высказанные амораями (ивр. אָמוֹרָאִים‎, амораим; ед. число — амора, арам. объясняющие) при изучении Мишны и подобных ей сочинений в течение 300 лет (III—V век) в высших школах Палестины и Вавилонии, а также различные мнения, выраженные при обсуждении, — все это собиралось и заносилось в сборник, составляющий нечто вроде грандиозного конспекта изысканий и обсуждений мудрецов за три века. этот сборник представляет собою Талмуд. Труд амораев называется Гемарой, которая есть род комментария на Мишну; Мишна и Гемара вместе составляют Талмуд. Мишна одна, гемар же к ней — две, Иерусалимская и Вавилонская. Вавилонский Талмуд получил и по настоящий день сохраняет за собой руководящее значение для евреев.
В Талмуде отражается жизнь еврейского народа в течение 600—700-летнего периода. Толкования Св. Писания сменяются астрономическими и естественно-историческими сведениями, серьёзные соображения — преданиями, анекдотами и легендами. В Талмуде фигурируют имена более 1900 учёных. Не всегда мудрецы принимают окончательное решение. Вследствие гонений в Византийской империи (IV век), под чьей властью была земля Израиля, и в Персидском царстве (V век), которое властвовало в Вавилонии, многие еврейские учителя были казнены, высшие школы закрыты, а собрания учителей и слушателей запрещены. Огромный учебный материал был записан и приведён в порядок учителями последующего поколения — савораями.
Дискуссии и обсуждения еврейского текста Библии и Мишны велись в еврейских высших школах Страны Израиля и Вавилонии на разговорных арамейских диалектах каждой из этих стран, которыми в то время пользовались как евреи так и неевреи. Текст Гемары также записан на этих языках. Язык обоих Талмудов важен для изучения семитских языков и для языковедения. Из единичных, самостоятельных слов образуются новые грамматические формы, из старых, с именами существительными связанных частиц — новые частицы; как путём различных процессов составляются новые сложные слова; как происходит разложение корней. Язык представляет степень развития более новую, чем древнесирийский, и более древнюю, чем сирийский язык. Из того, каким путём шли новые языкообразования, можно сделать обратное заключение о том, как постепенно образовались и развивались древние семитские языки, еврейский и арабский.
Рядом с обеими Гемарами сохранились, на тех же арамейских наречиях, ещё другие литературные произведения. Когда понимание народом древнееврейского языка стало ослабевать, возник обычай каждую прочитанную из подлинника священной книги фразу тут же переводить на местное арамейское наречие. Переложения впоследствии получили правильную форму и сохранились в дошедших до нас переводах Библии на арамейский язык (Таргумим). Перевод Библии на палестинский диалект приписывается ученику Гилеля, Ионатану бен-Узиелю, перевод же на вавилонский диалект — прозелиту Онкелосу. Позднее были переведены на арамейский язык также Пророки и Писания. В том виде, как эти переводы дошли до нас, древнейший из них относится к III веку н. э.
Благодаря тому же богослужебному установлению появились в то время и литературные произведения еврейских авторов на греческом языке. Этот язык стал родным для значительного числа евреев, поселившихся в Египте и проникшихся эллинской цивилизацией. Кроме перевода Св. Писания на греческий язык, известного под названием Перевода 70 толковников, в Египте, со времени Маккавейских войн за свободу, образовалась обширная литература на греческом языке, поставившая себе задачей согласовать греческую учёность с Божественным учением. Сюда относятся, например: апокрифические книги, приложенные к переводу 70 толковников; несколько исторических сочинений, содержащих историю еврейского народа или отдельных исторических личностей; поэтические творения, которые либо изображают, драматически или эпически, еврейскую историю, либо в прекрасных греческих стихах пропагандируют еврейскую мораль, оставляя в стороне специфически еврейские религиозные предписания (об обрезании, о праздниках и т. п.). Из числа учёных, кроме Аристовула, написавшего, как полагают, нечто вроде философского комментария к Пятикнижию Моисееву, наиболее известны Филон Иудейский и Иосиф Флавий (I век). Филон исходил из той точки зрения, что учение Откровения Свыше должно непременно совпадать с высшими философскими истинами. Подобно священному иносказательному языку египтян, библейский рассказ, по его мнению, служит лишь оболочкой божественной мудрости. Слово Божие, создавшее вселенную, представлялось Филону таким дивным могуществом, что он считал его самостоятельной, свободно действующей силой. Иосиф Флавий описал войну евреев с римлянами, составил историю своего народа («Иудейские древности») и обнародовал остроумное сочинение в защиту евреев и еврейства против нападок Апиона и других тогдашних антисемитов. В средние века, за изящный и лёгкий слог, этих двух писателей называли: Филона — еврейским Платоном, а Иосифа Флавия — еврейским Ксенофонтом.

## ПериодСавораевиГаонов
Период третий охватывает время от заключения Талмуда до изгнания евреев с Пиренейского полуострова (500—1492). Эпоха разностороннего развития.
В Стране Израиля преимущественно разрабатывалась Агада, а в Вавилонии Галаха. Работу амораим продолжали савораи (рассуждающие, взвешивающие). Савораи (VI век) исследовали собранный в вавилонской Гемаре материал относительно применения его в религиозной практике, и отметили те мнения, которые получили руководящее значение. В то же время учёные в Св. Земле положили основание самостоятельным сборникам агадических толкований Св. Писания, из которых народ, среди мрачного настоящего, черпал ободрение и надежду на светлое будущее. Все эти агадические сборники получили нарицательное название Мидраш.
Учёные того времени заботились также о том, чтобы текст Библии правильно читался и сохранялся в своей чистоте, защищённый от неизбежно возникающих описок переписчиков и от разночтений. Первая цель была достигнута снабжением текста Еврейской Библии гласными знаками, которые почти одновременно изобретены были в Вавилонии и в Стране Израиля. Изобретены были и знаки интонации, в известном смысле играющие также роль знаков препинания. Для достижения второй цели сравнили лучшие библейские рукописи между собой, сосчитали все слова и буквы в Св. Писании и точно указали, в выносках на полях или в отдельных сочинениях, как часто и где именно то или другое слово появляется в Библии и как оно, в каждом месте отдельно, пишется и выговаривается. Установлением и точной передачей текста (Масорой ивр. מָסוֹרָה‎ — предание) занимались так называемые масореты, благодаря которым точно выверенный текст Танаха сохранился в рукописях и многочисленных изданиях по всей Земле именно в том виде, в каком он существовал в V столетии н. э. В немногих пунктах мнения масоретов расходятся, во всем же существенном они между собой вполне согласны. Они также тщательно указывают все сомнительные чтения и варианты.

## Периодришоним
Формулы молитв, как для публичного, так и для домашнего богослужения, около IX столетия получили, в главном и общем, тот вид, какой они имеют теперь: они разосланы были из Вавилонии, под общеупотребительным и ныне названием Сидур, во все общины Запада. Никогда и нигде эти главные молитвы не были изменены до наших дней. Тем разнообразнее оказываются молитвы, написанные по разным случаям и позднее введённые в молитвенник — так называемые пиюты (однокоренное со словами поэт и поэзия). Для дней покаяния составлены были специальные молитвы, слихот. Воспоминание о дне сожжения Храма побудило к составлению особых плачевных песнопений, кинот. Период синагогальной поэзии продолжался целых тысячу лет. За все это время насчитывается около полутора тысяч имен поэтов, написавших около пятнадцати тысяч молитвенных стихотворений и гимнов. Многие из молитв, в частности, еврейских поэтов Испании, отличаются большой поэтической красотой. Лучшие из синагогальных поэтических произведений принадлежат перу Шломо ибн-Габироля (XI век), рабби Ицхака ибн-Гагиата (XI век), Авраама и Моше ибн-Эзра. Особенно выдающиеся творения принадлежат Иехуде Галеви, чьими стихотворениями восхищался Гейне. Почти во всех молитвенниках есть пиют «Игдаль», написанный итальянским евреем Иммануэлем Римским, еврейским участником Итальянского Возрождения. Он ввёл в иврит такие новые формы, как сонет, и писал много и светских стихов. Испанские еврейские поэты также писали любовные и светские стихи. Авраам Ибн Эзра писал стихи даже о шахматах.
К древнейшим авторам религиозной поэзии принадлежит рабби Эльазар а-Калир. Его синагогальные стихотворения вошли преимущественно в ритуал синагогального богослужения немецких и польских евреев.
В Вавилонии сабореям наследовали гаоны (в середине VII века). Они доставили Талмуду всеобщее признание, за исключением караимов. В богатой литературе на еврейском языке караимы с большой силой диалектики нападали на постановления, которые не были ясно и буквально выражены в Библии. Талмудисты, со своей стороны, научились от арабов разрабатывать священный язык грамматически и лексикографически. По образцу арабской поэзии евреи стали украшать свои стихотворения размером и рифмами. Еврейские учёные публиковали на еврейском языке произведения по философии, медицине, математике, астрономии, естествоведению, географии и истории. Рабби Саадия Гаон (892—942) перевёл на арабский язык Священное Писание, с комментарием. При его жизни появились первые попытки грамматической и лексической обработки еврейского языка у евреев-раввинистов. Метрополией еврейского языкознания стал город Фец в северной Африке. Для евреев, умевших писать по-арабски, основателем науки языкознания был Иуда бен-Кораиш, живший в Африке (около 900 года), который, насколько известно, впервые указал на важность сравнительного языкознания. Валид Мерван ибн-Джанах (ок. 990 — ок. 1060) был его продолжателем. С научными результатами еврейского языкознания евреев, знавших только по-еврейски, познакомили Авраам ибн-Эзра (род. в Толедо в 1092, ум. 1167) и Давид Кимхи (род. в Нарбонне в 1160, ум. 1232), сочинения которого, отличающиеся простотой и ясностью, пользовались у евреев и у христиан, в течение целых столетий, одинаковым уважением и распространённостью. Большим распространением пользовался составленный в X веке в Испании на еврейском языке словарь Менахема бен-Сарука из Тортозы, встретивший строгую критику Дунаша бен-Лабрата из Феца. Особенное одобрение евреев и не евреев заслужил составленный тоже на еврейском языке словарь Давида Кимхи, отличающийся теми же достоинствами, как и его еврейская грамматика.
В области экзегетики евреи, жившие в христианских странах Запада, выказали столько же самостоятельности, как и их единоверцы в странах ислама. Особенно замечателен рабби Шломо бен-Ицхак, живший во Франции и известный под составленным из начальных букв его имени сокращением Раши (1040—1105). Его комментарий к Библии, отличающийся всеохватывающими знаниями, краткостью и простотой, стал после библейского текста наиболее распространённым произведением еврейской литературы. Отпечатанный вместе с текстом, комментарий Раши был первой  вышедшей из печати еврейской книгой и по настоящий день служит учебником для еврейского юношества. Этим комментарием пользовались и христианские экзегеты, особенно известный Николай де Лара (ум. 1351). Внук Раши, рабби Шмуэль бен-Меир (Рашбам) старался объяснять Святое Писание, придерживаясь исключительно буквального смысла. Этот метод толкования довел до истинной художественности его испанский современник, названный выше Авраам ибн Эзра. Его комментарии были, в течение нескольких столетий, предметом изучения для наиболее просвещенных евреев Испании и Франции; сохранилось около 20-30 суперкомментариев к ним. Более консервативный метод, с лёгким оттенком каббалистической мистики, избрал рабби Моше бен-Нахман (Рамбан из Героны (ок. 1220—1270), нередко умевший примирять самые противоположные взгляды. Из литературных произведений XIV и XV столетий с этими трудами могут сравниться филологические с философской окраской комментарии астронома и математика рабби Леви бен Гершома (Ральбага, ум. ок. 1345 г), а также обширные комментарии дона Ицхака Абрабанеля (1437, Лиссабон — 1508, Венеция).
Около середины X века еврейские общины в Египте, Северной Африке и Испании стали одновременно независимыми от высших школ Вавилонии. В 960 году учёные посланцы, отправлявшиеся собирать денежные пособия в пользу высшей школы в Суре, попали в руки пиратов и были проданы ими в рабство. Выкупленные евреями, они вскоре основали в тех странах, куда судьба их занесла, самостоятельные высшие школы. Ещё Карл Великий или один из его преемников переселил одно учёное семейство из Лукки в Майнц, и эта семья распространила в прирейнских землях и в Лотарингии знание Талмуда, чему позднее много способствовал рабби Гершом бен-Иегуда, «светильник диаспоры» (ок. 960—1040). Весьма ценным и ещё в настоящее время почти необходимым руководством служит составленный рабби Натаном бен-Иехиелем в Риме (1101) лексикон к Талмуду, под заглавием «Арух» (нов. издание Нью-Йорк, 1877—1891). В области снабжения Талмуда комментариями и известны рабейну Хананель (1050), его современник — рабби Гершом и в особенности рабби Шломо бен-Ицхак (Раши). При помощи его комментария, со времени изобретения книгопечатания остающегося неразлучным спутником текста Талмуда, даже неопытный ученик может смело пускаться в талмудический мир. Рамбам написал, на арабском языке, комментарий к Мишне, перевод которого на иврит имеется во всех изданиях Талмуда. Результаты, добытые Раши и Рамбамом, старался соединить в одно целое рабби Овадья из Бертиноро (умер в стране Израиля около 1500 года). В Германии и Франции евреи целых два столетия работали над дополнением и исправлением комментария Раши к Талмуду, называя свои труды Тосафот (добавления, глоссарии). Известнейшие из них были внуки Раши, упомянутый рабби Шмуэль бен-Меир и рабби Яаков Там (Рабейну Там).
Деятельность некоторых раввинов была посвящена исключительно вопросам религиозной практики. Они называются поски́м (ивр. פוסקים‎ — decisores, решители). Ещё во времена гаонов появились отдельные своды, как, например, «Галахот гдолот» (Большой (свод) галахи) рабби Шимона из Каяры и др.; из них сохранились лишь немногие. Наибольшее значение получило краткое извлечение из Талмуда Ицхака Альфаси (сокращенно Риф 1013—1103). Он следовал за текстом Талмуда, передавая суждения и дискуссии только в наиболее существенных, главных чертах, и затем присовокуплял краткий и точный вывод, в виде руководства для религиозной практики. Два столетия спустя рабби Ашер бен Иехиэль (сокращенно Рош, 1250—1327), положив в основу, где можно, труд Альфаси, дополнил его результатами, добытыми евреями испанско-арабскими (Рамбам) и французско-немецкими (Раши и Тосафисты). Той же цели, как и компендии, служили кодексы, расположенные методически по отделам и предметам. Большим искусством в этой области отличается труд Рамбама. Весь галахический материал, содержащийся в обоих талмудах, в галахических мидрашах и в сочинениях гаонов, собран и распределен им по собственному рациональному плану и изложен в точных и общепонятных выражениях. Он имел полное право назвать свой труд «Мишнэ Тора», то есть повторением всего Закона. Не меньшее значение имеет кодекс (1340), составленный рабби Яаковом бен Ашером, под заглавием: «Арбаа Турим».
После этих кодексов ещё продолжали появляться обширные сборники новшеств («Хидушим») к отдельным трактатам Талмуда, а также решений, обнимающих какую-либо специальную область или трактующих об отдельных случаях. Выделялись своим духовным авторитетом рабби Меир из Ротенбурга (1215—1293) в Германии и рабби Шломо бен Адерет (1235—1310) в Испании. Литература ответов раввинов на направляемые им запросы (ивр. תשובת‎ — тшувот — ответы) появилась в начале VIII столетия, продолжается до ныне и процветала в странах ислама, а также в Италии, в Германии, в Испании, во Франции и в Польше. В средние века евреи почти везде имели свой собственный суд, не только по гражданским, но часто и по уголовным делам. Поэтому в многочисленных вопросах и ответах часто идет речь о социальных, коммерческих, политических и иных отношениях, исчисляются товары и их цены, указывается ценность серебра по отношению к золоту, говорится о торговых отношениях, о торговых путях, о войнах и осадах, об отношениях еврейских общин к светским и духовным владетелям и т. д. Материал этот, важный для истории культуры многих стран, ещё мало разработан.
Литература в области агады была столь же разнообразна, как и в области галахи. По завершении Талмуда, главным местом, где усердно разрабатывалась агада, была Земля Израильская. Отсюда она распространилась по Греции, Италии, Франции и Германии. Более сотни агадических сочинений, если не по форме, то по содержанию весьма древних, критически разобраны Леопольдом Цунцом. Имена авторов или составителей агадических сочинений в основном остались неизвестными. Известнейший их сборник, под названием Ялкут, составлен рабби Шимоном Даршаном в XII веке. Начиная с XI столетия до новейшего времени не переставали появляться нравоучительные книги и рассуждения в разнообразных формах: проповеди, завещания, послания и т. д. Самое выдающееся сочинение этого рода — «Обязанности сердца» испанского раввина Бахья Ибн Пакуда (XI век). Книга написана по-арабски, в XII веке переведена на еврейский, в 1610 — на испанский, в 1856 — на немецкий язык. На еврейском языке создавалось множество произведений в области светской поэзии. Время Хисдая бен-Ицхака ибн-Шапрута считается золотым веком еврейской поэзии. По стопам Хисдая следовал Шмуэль ибн-Нагдила. Названный выше Шломо Ибн Габироль был современником и другом ибн-Нагдилы. Ибн Габироль и Иехуда Галеви остались образцами в этой области еврейского литературного творчества. Около середины XIII столетия с усилением преследований начался упадок искусства евреев Испании. Их место стремились занять евреи Италии и южной Франции. Создавали иногда даже художественные фокусы: излагали законоведение в стихах, руководство к шахматной игре в стихах, молитвы, каждое слово которых начиналось с одной и той же буквы. Наиболее известный еврейский поэт в Италии — Иммануил Римский (около 1300). Он был современником, а по некоторым признакам — близким знакомым Данте. Его сатира остра и язвительна, его поэтические рассказы подчас фривольны, но в то же время весьма грациозны; ни один из еврейских средневековых писателей так живо не напоминает Гейне, как Иммануил Римский. При всем том, он был серьёзным учёным и написал философско-мистической комментарий к Танаху. Сто лет спустя, около 1400 года, Моисей ди Рихти заслужил почетное прозвище еврейского Данте. Последовавшие в XV столетии гонения отняли у евреев всякую охоту к светским песням. Пробудилась она опять лишь в XVIII столетии.
Ещё в начале IX века евреи писали сочинения по астрономии. В XIII столетии они перевели на еврейский язык сочинения Птолемея и Эвклида и многих арабоязычных (в том числе, еврейских) астрономов и математиков. Большое энциклопедическое сочинение по астрономии, оптике и математике на еврейском языке написал ок. 1130 Авраам бен-Хия га-Наси, из Барселоны. Выдающемуся поэту и исследователю Торы Аврааму ибн Эзра принадлежит много статей по математике и астрономии. Около 1300 Ицхак Израэли написал выдающееся сочинение по математике и календароведению. Еврейские астрономы, особенно Иегуда бен Моше и Исаак ибн Сид, заседали (ок. 1250) в комиссии для выработки звёздных таблиц, носящих имя таблиц Альфонсо X. Авраам Закуто, профессор астрономии в Саламанкском университете, поселившийся после изгнания евреев из Испании в Тунисе, исправил эти таблицы и оказал своим вечным календарём и своими солнечными, лунными и звёздными таблицами большие услуги открывателям новых стран в XV веке. По медицине самостоятельные сочинения писал уже в IX столетии известный диететик Ицхак Израэли, проживший более 100 лет (840—950). Его сочинения на арабском языке были переведены на еврейский и латинский и изучались в течение столетий. Медицинское сочинение на еврейском языке написал в Х столетии, в южной Италии, Шабтай Доноло, который был также астрономом и натуралистом. Вообще, в сфере естествознания нет ни одной отрасли, в которой не работали бы евреи. Многие из них были практикующими врачами. Императоры и короли, халифы и султаны и — наперекор церковным постановлениям, воспрещавшим лечиться у евреев, — даже епископы и папы вверяли свою жизнь и здоровье еврейским врачам. Немаловажную роль играли евреи в истории распространения античной философии. Еврейский поэт и философ Ибн Габироль (1021—1058) в течение целых столетий славился у христианских схоластиков, под именем Авицеброна, как глубокий мыслитель. Они цитировали написанное по-арабски и потом переведенное на латынь его сочинение «Fons vitae», не подозревая, что прославленный «арабский» автор — не кто иной, как еврейский поэт Соломон ибн Габироль, пока французский академик Соломон Мунк не доказал неопровержимыми доводами, что обоими этими именами означается одно и то же лицо.
Большое религиозно-философское сочинение Рамбама: «Морэ Невухим» («Наставник смущённых»), написанное им по-арабски, переведено ещё при его жизни на еврейский, а в начале XIII века — на латинский, осталось, вплоть до новейшего времени, центром еврейской религиозно-философской мысли и в то же время имело большое влияние на развитие христианской философии. Уже у схоластиков Александра Галльского и Вильгельма из Оверни заметно влияние Рамбама; ещё более оно заметно у Альберта Великого и особенно у Фомы Аквинского. Последний перенёс в свою «Summa theologiae» всю Маймонидову теорию о пророчестве, за исключением некоторых несущественных отклонений, и внёс туда и другие религиозно-философские учения Рамбама. В позднейшее время книга Маймонида возбудила удивление Лейбница, который в своем экземпляре сделал на полях много заметок, затем изданных в Париже. Кроме Маймонида, в Испании жили в XIII, XIV и в начале XV века другие более или менее замечательные еврейские философы, например свободные мыслители Ицхак Абалаг, Леви бен Гершом (Ральбаг), Хисдаи Крескас, философия которого оказала большое влияние на философию Спинозы, Иосиф Альбо, написавший книгу об основах иудаизма. Нашлись и противники философии, утверждавшие, что она несовместима с религией. Направленную против Маймонида книгу написал в этом смысле, во 2-й половине XIV столетия, философски образованный, но мистически настроенный рабби Шем-Тов бен-Шем-Тов.
Главным местом обширной переводческой деятельности евреев была Южная Франция. Наилучшими переводчиками были Тиббониды: отец (Иехуда), сын (Шмуэль) и внук (Моше ибн Тиббон), живший около 1250 года. Приискав в сокровищнице еврейского языка подходящие слова для выражения множества новых понятий, они сделались творцами нового еврейского слога. Число еврейских переводчиков с арабского на иврит было велико. Некоторые из них состояли на службе любознательных государей (император Фридрих II, Рожер Сицилийский). При содействии еврейских переводчиков учёные монахи перелагали эти переводы на латинский. Еврейские учёные строго-ортодоксального направления упорно, в течение двух столетий, боролись с этой чужеземной мудростью. Обе стороны угрожали одна другой отлучением от синагоги; враги философии решились даже донести инквизиции, что произведения Маймонида имеют содержание еретическое. Доминиканцы, не обинуясь, осудили на сожжение ту самую книгу, которую их doctor angelicus (Фома Аквинский) положил в основу их собственных орденских догматов. Когда доминиканцы пошли ещё дальше и, по доносу одного выкреста, стали угрожать всей еврейской письменности, когда в 1242 в Париже сожгли 24 воза с экземплярами Талмуда, оба враждующих лагеря с ужасом увидели пропасть, на край которой их привело партийное ослепление. Открытая распря улеглась, но противоположные убеждения остались, и приверженцы исключительно национального знания употребляли все усилия, чтобы добиться воспрещения евреям читать философские сочинения ранее достижения тридцатилетнего возраста.
Когда церковь принялась склонять евреев к принятию христианства, это послужило исходной точкой довольно значительной полемической литературы. Так как евреи, с момента утраты ими политической самостоятельности, отказались от активной пропаганды своего вероучения, то писатели, трактовавшие об основах еврейского вероучения, ограничивались почти всегда только защитой и обоснованием собственной точки зрения. Только начиная с XII столетия, евреи изредка стали с опровержением возражений соединять нападки на враждебно выступавшие против них учения. Большая часть таких полемических произведений остаются не напечатанными; лишь немногие из них получили гласность, как, например, отчёт о диспутах, которые вынуждены были держать рабби Иехиэль из Парижа (1240), в присутствия королевы Бланки, и Рамбан (1263) в Барселоне, в присутствии короля Арагонского. Сюда относится также и сатира грамматика Профиата Дурана против друга, который принял христианство, написанная настолько двусмысленно, что христиане долго принимали её за нападение на иудаизм. Некоторые более объёмистые возражения против христианства были составлены в виде руководства для тех евреев, которых принуждали к диспутам. Поэтому в них часто повторяется фраза: если христианин скажет так или так, то возрази ему то-то и то-то. Рабби Линман из Мюльгаузена составил нечто вроде компендия, для употребления при религиозных диспутах. Более известно сочинение «Хизук Эмуна» («Укрепление веры») польско-литовского караима Исаака бен-Авраама (ок. 1550). Рабби Йосеф Альбо, автор книги «Иккарим» («Корни»), которого принудили принять участие в диспуте с крещёным евреем, происходившем (в присутствии антипапы Бенедикта XIII) в Тортосе (1413—1414), решился утверждать, что вера в пришествие Мессии, составлявшая везде средоточие спора, вовсе не есть существенная основа иудейского вероучения. Рукописи этих полемических сочинений встречаются весьма редко; наиболее известные из них изданы, с латинским переводом, исключительно христианскими учёными. Даже в Турции, где евреи могли печатать что угодно, появилась около 1570 года единственная книга в этом роде, состоящая лишь из нескольких листков; издал её европейский еврей, Исаак бен-Акриш, которого истязали греки-христиане на острове Крит.
Из-за нарастающих страданий среди евреев возникала склонность к мистике. Чем меньше она могла доказать свою реальную связь с традицией, тем настойчивее предъявляла притязание на название каббалы, означающее «предание», «традиция». Поэтому почти все произведения этой разветвлённой литературы псевдоэпиграфичны. Важнейшее произведение каббалы — Зоар (то есть сияние, блеск) написано на арамейском языке. Это мистический комментарий к Пятикнижию, составленный, по всей вероятности, испанским евреем Моше де Леоном (1250—1305). Мистики выдают его за сочинение таны рабби Шимона бар-Иохая (ок. 150 г. н. э.), с целью заставить думать, будто проповедуемая в ней таинственная мудрость есть наследие седой древности. Зоар слывет и по настоящее время священной книгой мистиков. XIII столетие было вообще богато мистиками, среди которых иногда проявлялось стремление слить воедино христианство, иудаизм и ислам. Таков был Авраам Абулафия, который считал себя пророком и ездил в Рим с намерением обратить папу к своему учению. Известны также каббалисты Иосиф Гикатилла и Менахем Реканати.

## Период ахроним
Период четвёртый. От изгнания евреев с Пиренейского полуострова до начала XX века.
Изгнанные в 1492 г. евреи Пиренейского полуострова нашли убежище отчасти у османских завоевателей, отчасти в северной Африке и Италии, а с XVII столетия — в освобожденных Нидерландах и в  Англии. Спустя 35 лет после изобретения книгопечатания, началось в Италии печатание еврейских книг. Деятельность наборщика и печатника считалась и считается у евреев священным ремеслом. К концу XV столетия существовало уже 14 еврейских типографий, в Италии, Испании и Португалии. С тех пор, в различных местностях Европы, Азии и Америки, выпущено были в свет евреями и для евреев более 20000 названий на еврейских языках. Кроме того, было сделано множество изданий Библии, с комментариями и без комментариев, и издано несколько десятков тысяч литургических книг. Вавилонский Талмуд был издан около 70 раз. Появилось много книг по еврейским предметам и на языках испанском, португальском, французском, итальянском, голландском, английском и особенно немецком.
Для ознакомления с грамматикой в этот период служили, кроме произведений Давида Кимхи, руководства Элии Левиты, Давида ибн-Яхьи, Авраама де Бальмаса (де Балмаса), Шмуэля Аркевольти и др. Позднее приобрели значение еврейские учебники Шломо из Ганау (1708—1762) и португальские руководства Шломо Оливейра, раввина в Амстердаме (1618—1689). Давид де Помис (1587) составил еврейско-латинско-итальянский словарь, в котором объясняются, кроме древнееврейских слов, и встречающиеся в Талмуде и в древней раввинской литературе арамейские, а также из греческого и латинского языков заимствованные слова. Шломо де Оливейра составил еврейско-португальский словарь, Аншель из Кракова — еврейско-жаргонно-немецкий, Элия Левита — халдейско-еврейский словарь. Натан Ганновер (1660) составил еврейско-немецко-итальянско-латинский сборник слов для практических целей. Шломо из Урбино (около 1500 г.) написал синонимику. Предшественником его в этом был Авраам Бедреши (около конца XIII столетия). Весьма важным пособием является составленный Давидом га-Коген де Лара (около 1660 г.) словарь (неоконченный) иностранных слов, встречающихся в древней раввинской литературе и заимствованных из языков греческого, латинского и персидского.
Более других читались комментарий дона Ицхака Абрабанеля к Танаху и написанный по-испански и переведенный на латинский язык «Con ciliador» Менаше бен-Исраэль. Моше Альшейх в Палестине и Эфраим Ленчиц в Праге преследовали гомилетические цели. Большая часть экзегетов занимались толкованием Талмуда, по образцу рабби Яакова бен-Ашера. Элияху Левит разъяснил позднее установление знаков гласных и слогоударения.
Книгопечатание имело огромное влияние на демократизацию талмудической мудрости. То, что в минувшие столетия составляло принадлежность учёности, стало теперь, особенно в Польше, предметом элементарного знания. Изучение Талмуда и древнейшей галахической литературы (пилпуль) способствовало развитию мышления. Появились комментарии к Мишне (преимущественно Липмана Геллера, краковского раввина, 1654), к Мехильте, Сифре и к Иерусалимскому Талмуду — Давида Френкеля, раввина в Дессау и Берлине, учителя Моисея Мендельсона. Новые глоссарии к Вавилонскому Талмуду написали Шломо Лурия (1573), Шмуэль Эдельс (около 1600), Меир из Люблина (умер в 1616 г.) и Меир Шиф (в Фульде, 1734).
Большое влияние приобрел кодекс жившего в Палестине рабби Йосефа Каро (1488—1575), названный им «Шульхан Арух» (буквально — «накрытый стол») и составленный по кодексу «Арба Турим». Моше Иссерлисом (сокращённо «Рама», умер в 1672 г.) написаны глоссы к «Шульхан Арух», в которых он следует преимущественно немецким и французским школам, тогда как И. Каро держался главным образом испанской школы. В этом новом своем виде (текст Каро, с глоссами Иссерлиса) «Шульхан Арух» вскоре стал руководящим кодексом во всех религиозных вопросах. Значительнейшие его комментаторы: Давид ха-Леви (около 1659 г.), Шабтай ха-Коген (сокращенно Шах, 1622—1663) и Авраам ха-Леви (умер в 1682 г.).
Работы по части Аггады также продолжались. Яаков ибн-Хабиб в Салониках составил большое собрание содержащихся в Талмуде аггадических мест и издал их с комментариями своих предшественников и своими собственными примечаниями под названием «Эйн-Яааков» (Источник Яакова), отредактированным сыном автора рабби Леви Бен Яааков. Аарон из Пезаро (1583) и Аарон из Франкфурта-на-Одере (1690) сделали к каждому библейскому стиху указание, где он цитируется в Талмуде, Мидраше и Зогаре. Симон Пейзер в Лиссе (1728) сделал к именам лиц библейских и учителей Мишны указания тех мест в Талмуде и Мидраше, где о них имеются суждения. Исаак Ламперонти (1756, в Ферраре) составил реальную энциклопедию всей раввинской письменности, вполне отпечатанную лишь в 1888 г. В прозе и в стихах появлялось множество нравоучительных книг на еврейском, испанском, португальском, итальянском и жаргонно-немецком языках. Той же цели служили от двух до трёхсот сборников проповедей, вышедших с XVI до XIX столетия.
При твёрдо установившихся ритуалах новые богослужебные песнопения (как, например, известный субботний гимн Шломо Алкабеца) лишь редко могли быть включаемы в молитвенник. Тем не менее синагогальная поэзия не замолкла. Достаточный материал доставили ей вновь учрежденные дни поста и молитвы, а также частные собрания для покаяния и молитвы, вызванные многократными преследованиями и распространением аскетического направления. Сборники молитв для этих целей, со многими новыми добавлениями, изданы, например, Йосефом Карми (1630) и Леоном да Модена (1571—1648) собственно для итальянских евреев и Эфраимом из Холма (около 1630) и Натаном Ганновером (1650) — для германских и польских евреев. Самый талантливый синагогальный поэт этого периода — Исраэль Нагара (жил около 1580 г. в Палестине). Нагара гордился тем, что им не написано ни одной светской песни. Тем не менее он настолько подчинялся влиянию среды, что большей части своих синагогальных поэтических творений придал форму и мелодию известных в то время светских песен. Моше Закуто (умер в 1697 г.) и Моше-Хаим Луццато (умер в 1747 г.) писали аллегорические еврейские драмы, а поэтессы Дебора Аскарелли и Сарра Коппия Суллам (1600) — итальянские сонеты. Шломо Оливейрой в Амстердаме и Гершоном Хефецом в Венеции изданы были еврейские словари рифм.
Немаловажны были успехи, достигнутые евреями в светских искусствах и науках, благодаря в особенности рассеянным повсюду испанским и португальским евреям и мараннам. Азария де Росси (1511—1578), в книге «Меор Эйнаим» («Свет очей»), сумел дать оригинальное решение важнейшим проблемам еврейских древностей. Книгу о еврейских священных древностях, свидетельствующую о большой эрудиции автора, написал на еврейском языке доктор медицины Авраам Порталеоне (умер в 1612 г.). Замечательные сочинения по математике и механике написал Иосиф дель Медиго (умер в 1655 г.), живший некоторое время, в качестве домашнего врача, у князя Радзивилла в Литве и Польше. Краткую энциклопедию медицинских наук написал врач Товия Коген из Меца (умер в 1729 г.). Эммануилом Порто  (1636) из Триеста составлено руководство к изучению астрономии, в котором автор искусно употребляет вновь тогда изобретённые логарифмы. Еврейскую историю, всемирную историю и учебник математической географии написал Давид Ганз, который находился в близких отношениях к Кеплеру и Тихо де Браге. Материалы для истории учёных талмудической эпохи собрали Иехил Гейлприн, Давид Конфорте (1640) и Хаим-Иосиф Давид Азулаи (умер в 1808 г.).
В истории философии оказали влияние «Dialoghi di amore» Леона Еврея (сына Ицхака Абрабанеля), переведенные почти на все европейские языки. Немалыми достоинствами отличаются религиозно-философские сочинения Меира ибн-Мегаша, Давида Мессир Леона и Авраама Шалома, живших в первой половине XVI столетия.
Развитию Каббалы способствовало учение рабби Ицхака Лурии (умер в 1572 г. в Цфате) и его учеников Хаима Виталя и Моше Кордевейро, a также массовое увлечение мессианскими надеждами, возбуждённое лжемессией Шабтаем Цви.
Моисей Мендельсон, заботившийся, вместе со своими учениками, о распространении между евреями светских знаний и о более разностороннем обучении еврейского юношества, оказал значительное влияние на развитие еврейства. Ещё в 1782 году, когда мендельсоновский перевод Пятикнижия только что стал появляться, обнародовано было послание Нафтали Гартвига Вессели (1725—1805) к австрийским его единоверцам, в котором он, побуждаемый эдиктом императора Иосифа II о веротерпимости, делает им практические предложения относительно реформы системы воспитания. В 1784 г. учреждено было Давидом Фридлендером первое бесплатное училище в Берлине, по образцу которого, вслед за тем, открылись подобные же заведения в Бреславле, Франкфурте-на-Майне и др. Одновременно с этим образовалось общество, которое издавало в Кенигсберге, а потом в Бреславле журнал «Гамеасеф» («Собиратель»), с целью распространять среди евреев образованность и просвещение, а также основательное знание немецкого и еврейского языков. В первые десятилетия орудием обмена мыслей был иврит, для которого настал тогда новый расцвет, как в прозе, так и в стихах. Рядом с ним шёл книжный немецкий язык, сперва еврейскими буквами, а затем обыкновенным шрифтом.
Прежняя крайность — односторонность еврейского знания — начинала переходить в противоположную крайность: совершенное забвение всего еврейского. Против этого выступила еврейская наука в лице Леопольда Цунца, обладавшего обширными и глубокими познаниями во всех отраслях еврейской средневековой литературы. Существование в ней постепенного исторического развития он ясно доказал в своем классическом труде " Die gottesdienstlichen Vorträge der Juden " (1 изд., 1832; 2 изд., 1892). Одновременно с Цунцем выступил в Польше Соломон Иегуда Лейб Рапопорт. Его очерки жизни учёных евреев Х и XI вв. знаменитый гебраист (христианин) Франц Делит назвал алмазными копями для историка еврейской литературы. На той же высоте стоит начатый Рапопортом талмудический реальный лексикон (появилась лишь буква А). Самуил-Давид Луццато написал по-итальянски руководство к изучению еврейского языка. Многочисленные изыскания по истории языковедения у евреев написали Иосиф Деренбург в Париже, В. Бахер в Будапеште и многие др. Юлий Фюрст составил словарь еврейского языка и новую Конкорданцию, то есть указатель всех слов и изречений, содержащихся в Св. Писании. Комментарий ко всей Библии написали Л. Филипсон, Саломон Герксгеймер и Ю. Фюрст.
Об установлении безошибочных масоретских текстов заботились Вольф Гейденгейм и Б. Бер. Громадное собрание древних масоретских произведений, большей частью по рукописям, обнародовано Хр. Д. Гинцбургом (Лондон, 1880—1885). Обстоятельные исследования арамейских и греческих переводов Св. Писания производили: Луццато, Зах. Франкель (1801—1875), Авраам Гейгер и  Авг. Берлинер. Изучение талмуда пошло также по новому пути в раввинских училищах, учрежденных, начиная с середины XIX в., в Германии  (впервые — в Бреславле), Франции, Австрии, Венгрии, Италии, Англии и Северной Америке. Грамматические исследования об идиоме вавилонского Талмуда написал С. Д. Луццато, филологические изыскания относительно чужестранных слов, встречающихся в Талмуде, сделаны Михаилом Заксом и Иосифом Перлесом. Лексикографическая обработка языка Таргумим (то есть арамейских переводов Библии), Талмуда и Мидраша принадлежит перу Иакова Леви ("Chaldäisches Wörterbuch über die Targumim ", Лейпциг, 1867-68, и « Neuhebräisches und chaldäisches Wörterbuch», ibid., 1876-89). Об изготовлении критического текста Талмуда, путём сравнения всех до сих пор известных рукописей и старых, редких изданий, заботился Рафаил Нафан Рабинович, умерший (в 1890 г.), не окончив этого труда (вышло 16 т.).  Фридман, Вейс и Цукермандель выпустили в свет критические издания  Сифра, Сифре, Мехилты и Тосефты, с ценными критическими введениями и объяснениями. Соломон Бубер занялся изданием, большей частью по рукописям, нескольких гаггадических мидрашей, которые он снабдил критическими введениями и превосходным комментарием.
Критические исследования о возникновении галахи и гаггады написали: Нахман Крохмал, Гирш Хайес, И. Г. Шор, и в особенности раввин Ц. Франкель. Весьма ценная история галахи, от первых начатков до изгнания евреев из Испании и Португалии, написана И. Г. Вейсом. Каббалистическая система научно разработана Адольфом Франком и Адольфом Иеллинеком. Благодаря трудам С. Мунка, Г. Ландауэра, Г. Гиршфельда и И. Деренбурга имеются в настоящее время арабские подлинники сочинений гаона Саадия, Абул Валида Ибн-Джаноха, Иегуды га-Леви и Моисея Маймонида, с превосходными переводами на французский язык. Исследования о трудах еврейских мыслителей и о влиянии их на общее развитие философии писали ещё Иоель, И. Гутман и Давид Кауфман. Самуил Гирш и Соломон Штейнгейм пытались развить: первый — философию религии, на основе гегелевского учения, последний — новую теорию Откровения, по правилам синагоги. Замечательны гомилетические труды И. Н. Мангеймера, Мих. Закса, Саломонса, А. Гейгера, М. Иоеля, Адольфа Иеллинека и многих других еврейских духовных ораторов. Удачные переводы литургической поэзии сделаны А. Гейгером, Зелигманом Геллером и в особенности Мих. Заксом. Всего больше трудились еврейские учёные того времени над разработкой истории. Важнейшие труды по этой части исчислены выше, в обзоре истории евреев (см). К первой четверти XIX в. относится и появление научных повременных изданий, посвящённых так называемой «еврейской науке» (Wissenschaft des Judenthums). Леопольд Цунк первый, в 1823 г., стал издавать журнал «Zeitschrift für die Wissenschaft des Judenthums». Основанная Людвигом Филипсоном «Allgemeine Zeitung des Judenthums» существует уже 57 лет. Исключительно науке посвящены «Monatsschrift für die Geschichte und Wissenschaft des Judenthums» в Бреславле (38 год издания), «Magazin für die Wissenschaft des Judenthums» в Берлине (20 год издания), «Revue des études juives» в Париже (13 год издания) и «Hebrew Quarterly review» в Лондоне (5 год издания).
Художественная литература на древнееврейском языке, появившаяся в Западной Европе в эпоху Мендельсона, была кратковременна. Родоначальником новоеврейских поэтов был Нафтали Гартвиг Вессели, один из ближайших сотрудников Мендельсона, который, кроме стихотворений на разные случаи, написал поэму «Мозаида». Под влиянием этого поэта, стремившегося к обновлению древнееврейского языка, мендельсоновская школа в 1783 г. образовала «Общество поощрения еврейского языка». Новые поэты совершенно пренебрегали религиозно-национальным элементом, служившим основой еврейской поэзии в Испании; они переводили Клопштока, Гердера, Шиллера, Юнга, Оссиана, Аддисона и других, с особенной любовью культивировали драму. Наиболее выдающийся из новоеврейских драматургов — Давид Франко-Мендес (1713—1793), автор «Возмездия Аталии» («Gemul Ataljahu»). Из новоеврейских поэтов Западной Европы лишь немногие оставили произведения, которые чужды риторики и искусственной аффектации; истинным вдохновением проникнуты произведения Элия Галеви из Парижа, Соломона Паппенгейма из Бреславля и Ицхака Эртера из Пжемысля (Галиция). С. Паппенгейм (1740—1804) написал, в подражание юнговским «Ночам», элегию «Четыре бокала» («Arbah Kosoth»), в которой поэт предается размышлению о суете мира и оплакивает скоротечность всего земного. Произведения И. Эртера (1792—1851), собранные в книге «Прорицатель» («Hazofeh»), всецело проникнуты духом иудаизма и вместе с тем идеями нового времени; его сатира против хасидизма своим остроумием и резкостью превосходит все, что создано в этом роде новоеврейской поэзией. После И. Эртера Западная Европа не представляет уже ни одного поэта, который писал бы на языке Библии.
Даже учёные исследователи иудейства перешли к новым языкам, и лишь немногие из них продолжали печатать свои труды на древнееврейском языке, главным образом в специально-учёных журналах «Bik kure Haitim» (Вена, 1821-32), «Керем Хемед» (Вена, 1833-36; Прага, 1838-43; Берлин, 1854-55), «Ozar Nechmad» (Вена, 1853-63). В конце XIX века древнееврейский язык в Германии снова вошёл в употребление при составлении учёных диссертаций. В 1880 г. М. Фридман и И. Г. Вейс основали в Вене ежемесячный журнал «Бет-Талмуд» («Дом учения») исключительно для раввинской науки, в которую издатели стараются внести начала здравой критики.
Совершенно иную картину представляет современная умственная жизнь польско-литовских евреев (России и Галиции). На древнееврейском языке здесь до начала XX века издавались обширные трактаты о разных мелких религиозных вопросах; но на этом же языке народилась с середины XIX века и светская литература и возникла еврейская периодическая печать.
Когда пилпуль, вместе с каббалой, совершенно поглотил умственную жизнь польских евреев, реакцией против мелочного педантизма и черствой рутины явился, в середине XVIII столетия, хасидизм, впавший скоро в мистический квиетизм, более вредный, чем схоластика раввинов. На северо-западе распространению хасидизма дал отпор виленский гаон Эльяху бен Шломо Залман. Отчасти под его влиянием, отчасти независимо от него появились среди польско-литовских евреев люди, посвящавшие свои силы разработке общих наук, как, например, Барух Шик, издавший перевод элементов Евклида (1780) и др. сочинений математического и астрономического содержания; Пинхас Элия бен-Меир Гурвич, давший в своей «Сефер ха-брит» («Книга союза») полный обзор существовавших тогда среди польского еврейства сведений по естествознанию и философии; виленский врач Иегуда Гурвич, который в своей книге «Amude Beth Jehuda» («Основы дома Иудина», 1765) дал очерк моральной философии, основанной на традиции и строгом раввинизме; кантианец Соломон Маймон, Израиль Замосц, учитель Мендельсона, и Соломон Дубно, виднейший его сотрудник по изданию Библии на немецком языке. В общем польско-литовские евреи продолжали, однако, коснеть в душной сфере талмудических словопрений. Поворот в их умственной жизни наступает с деятельностью Исаака-Бера Левинзона (1788—1860), по справедливости называемого Мендельсоном русских евреев.
В 1828 г. вышла первая книга Левинзона: «Теуда Беизраиль» («Увещание израильтянам»). Здесь он прежде всего ополчается против того общераспространённого в его время воззрения, по которому изучению Библии отводилось последнее место. Опровергнув это воззрение ссылками на Талмуд и на всю средневековую литературу, он возводит изучение древнееврейского языка, грамматики и всей Библии в строгую религиозную обязанность. Из талмуда же и других авторитетных источников Левинзон выводит необходимость изучения наук и иностранных языков, в особенности языка той страны, где евреи живут. Другое капитальное сочинение Левинзона: «Бет-Иегуда» («Дом иудин»), напечатанное в 1839 г. и переведенное на польский язык, представляет собою обработку ответов автора на вопросы по Е. религии и истории, предложенные ему в 1827 г. русским министром народного просвещения князем Ливеном; здесь Левинзон наметил целую программу действий для просвещения евреев, которую отчасти усвоило и правительство, начиная с раввинских училищ и кончая земледельческими колониями.
Навстречу правительственным мероприятиям выступил в 1840-х и 50-х гг. ряд еврейских писателей, которые группировались вокруг имени Левинзона и центром которых служил Вильно: С. И. Фин, М. Страшун, М. А. Гинцбург, А. Б. Лебензон, A. Мапу и др. Это были большей частью самоучки, вышедшие из беднейшего класса населения. Страстно преданные идее просвещения своих единоверцев, они положили основание довольно значительной светской литературе на древнееврейском языке — научной, художественной и публицистической.
Научная литература представляет, отчасти, самостоятельные исследования в области еврейской науки, но ещё большее значение она имеет тем, что распространяла в тёмной массе свет европейской науки. В первом отношении замечательны библиографические изыскания Рейфмана, труды Цвейфеля («Шелмо ал-Израэль» — о хасидизме), Г. М. Пинелеса, А. Готлобера, С. Бубера, Г. Шацкеса, Д. Каган (о мистических еврейских сектах) и др.; но пальма первенства принадлежит здесь Самуилу Иосифу Фину (1818—1890). В 1841-44 гг. он, вместе с Э. Л. Гурвичем, издавал первый в России журнал на древнееврейском языке «Пирхе Цафон» («Северные цветы»), пробуждавший критическое отношение к Талмуду; с 1860 до 1880 г. он издавал газету «Гакармель». Из отдельных трудов Фина наиболее замечательны история евреев от 600—106 г. после Р. X. (Вильно, 1871—1877); «Кирья-Неемана» — история виленской еврейской общины (В., 1860) и «Кнесет Исраэль» (биографический словарь еврейских учёных).
Серьёзным трудом является «Мойре цедек» Г. Ростовского («Учитель справедливости», 1888) — опыт религиозной философии по системе Маймонида. В популяризации среди евреев общенаучных сведений первое место принадлежит математику Хаиму Зелиту Слонимскому. Особенной известностью пользуется его исследование о еврейском календаре. В 1862 г. он стал издавать (вышло всего 25 номеров), а в 1874 г. возобновил еженедельную газету «Га-Цфиру»; газета эта посвящена популяризации сведений по самым разнообразным отраслям естествознания. Абрамович дал обширный курс физики в «Толдот га-Тева». Очерк анатомии содержится в книге Л. Каценельсона «248 членов» (1888); имеются и учебники физиологии (Еткина, Порьеса). С. Манделькерн составил руководство по истории России («Дивре иемей Русиа», 1875); существуют и переводы научных трудов с других языков. Гольдманами сделана в 1880-х гг. попытка издания всеобщей энциклопедии на еврейском языке.
Виднейшую роль в русско-польской просветительной литературе на древнееврейском языке играли поэты, и во главе их Абрам-Бер Лебензон (1793—1878), который стоял во главе кружка, устроившего в Вильно первую реформированную синагогу, под названием «Тагарот га-Кодеш» («Очищение святыни»). Просвещению своих единоверцев он содействовал как педагог (в виленском раввинском училище), проповедник, но главным образом как писатель, возбудивший в евреях любовь к изящной литературе. Его поэтический дар проявился в первом же сборнике его «Стихотворений на священном языке» («Шире-Сефат-Кодеш», 1842). Преобладающие элементы в поэзии Лебензона — лирический и дидактический; общее направление его мысли — пессимистическое. В полном блеске проявляется талант Лебензона в аллегорической драме «Эмет ве-Эмуна» («Правда и Вера», 1867), в которой каждое действующее лицо олицетворяет собой известный класс еврейского общества. Выдающийся грамматик и исследователь еврейского языка, Лебензон был и солидным экзегетом; его «Биурим Хадашим» (новые толкования к некоторым книгам Библии, 1858) немало содействовали распространению среди русских евреев здравого понимания библейского текста и его поэтической силы.
Ближе к современной общественной жизни стоит поэзия другого корифея еврейской литературы Л. О. Гормона, с его юмором, едким, игривым и вместе трогательным. За ними следуют Михей Иосиф Лебензон; сын A. Б. Лебензона, Меир Леттерис, А. Готлобер, Л. Левин, Каминер, И. Гольдман («Шоним Кадмониат», то есть прошлые годы — историческая поэма из времен испанской инквизиции), Еренкранц (эпическая поэма «Румыня», в журнале «Гашахар»), С. Бахер, С. Рубин, Б. Гинцберг, М. И. Штерн, Долинский, Л. Минц и др.
Помимо оригинальных произведений, поэты эти дали прекрасные переводы Шекспира, Расина, Шиллера, Лессинга, Гейне. Менее посчастливилось русской литературе, хотя многие из еврейских поэтов писали под непосредственным её влиянием, особенно Некрасова. Басни Крылова существуют, например, в двух переводах: тяжеловатом — М. Рейхерсона (1860) и совершенно неудачном — М. Зингера (1885).
Начало еврейского романа положил Абрам Мапу (1809—1867), уроженец города Ковно. Его исторические романы: «Агават-Цион» («Любовь в Сионе», 1852) и «Ашмат-Шомрон», относящиеся к эпохе иудейского царя Ахаза, проникнуты эпической простотой и безыскусственностью. Ниже в художественном отношении стоит бытовой роман Мапу — «Аит-Цовуа» («Ханжа», 1858 — 61), изображающий «отцов и детей» еврейского общества конца 50-х и начала 60-х гг. Мапу вызвал массу подражателей и последователей, печатающих свои романы, повести и рассказы и отдельными изданиями, и в многочисленных ежегодниках (например, в «Дешевой библиотеке рассказов и повестей из еврейской жизни», изд. Бен-Авигдором, 26 вып., Варшава, 1891-93); среди них попадаются и женщины (Сара-Фейга Мейнкин из Риги). Одно из видных мест занимает Р. А. Браудес, автор романов: «Культ и жизнь» (1878) и «Две крайности» (1888); особенно замечателен второй, в котором автор задается целью объективно изобразить и сопоставить между собой разные течения еврейской жизни, созданные просветительной эпохой. Первые годы этой эпохи изображены также Б. Мандельштамом, в «Хозен-ла-Моед».
Из всех романистов, выступивших после Мапу, наиболее талантливый и популярный — П. Смоленский, умерший в середине 1880-х гг. В 1869 г. он, поселившись в Вене, стал издавать там ежемесячный журнал «Гашахар» («Рассвет»), в котором напечатал множество романов, повестей, рассказов и публицистических статей. Лучшие его произведения — роман «Гатогу-бе-дархе га-хаим» («Блуждающий по жизненным путям») и повесть «Кебурат хамор» («Ослиное погребение»; русский перевод в «Рассвете», 1881 г.), дающая мастерскую картину быта литовских евреев в эпоху господства кагального режима. Смоленский хотел бы, чтобы евреи прониклись двумя положениями: 1) что они отнюдь не религиозная секта, а нация, имеющая все атрибуты нации, за исключением одного: особой территории и политической независимости, и 2) что политического возрождения, и именно в Палестине, они и должны добиваться, путём практической и литературной агитации.
Это последнее положение Смоленский стал проповедовать в эпоху еврейских погромов, а с того времени идею палестинофильства, с теми или другими оттенками, стала проводить почти вся древнееврейская печать, не исключая и газеты «Гамелиц», основанной в 1860 г. А. Цедербаумом (1816—1893), которая до того держалась просветительных идей и в которой М. Лилиенблюм впервые выступил в 1868 г. с определёнными требованиями религиозных реформ. «Гамелиц» была первой древнееврейской газетой с определённым направлением, чего нельзя сказать про «Га-Магида» («Повествователь»), который Зильберман стал издавать для русских евреев, в 1856 г., в прусском городе Лыке. В 1864 г. сначала в Иерусалиме, а затем в Майнце стала выходить для русских евреев еженедельная газета «Га-Леванон» («Ливан»), с направлением ортодоксальным. В 1866 г. Кантор основал в Петербурге еженедельную газету «Га-Иом» («День», вскоре прекратилась); в том же году «Гамелиц» и «Га-Цфира» (под редакцией Слонимского и Соколова) из еженедельных преобразились в ежедневные. После этого ежемесячные и еженедельные издания на древнееврейском языке сошли со сцены, и почти вся литература сосредоточилась в ежегодниках. Из трёх ежегодников: «Га-асиф», изд. Соколовым в Варшаве с 1884 г.; «Гакерем», изд. Атласом там же с 1887 г., и «Бет-оцар-гаас-фрут», изд. Гребером в Галиции с 1887 г., но предназначенного для русских евреев, первый держался золотой середины, второй усвоил ретроградное направление, третий отличался совершенным отсутствием публицистики и всецело был посвящён науке и беллетристике. Библиографический обзор еврейских журналов и сборников до 1880 г. дал Гаркави в «Еврейской библиотеке», т. VII—VIII.

## Современная литература
Литература, написанная на иврите в XX и XXI появилась в процессе возрождения языка как живого и разговорного. Основы современной письменности Израиля были заложены группой эмигрантов из второй алии в том числе Агнон, Шмуэль Йосеф, Дави́д Шимо́ни и Яков Фихман.
До Первой мировой войны, еврейская литература была сосредоточена в Восточной Европе. После войны и революции в России многие писатели на иврите эмигрировали в Палестину. В 1921 году, 70 писателей встретились в Тель-Авиве и основали Ассоциацию писателей на иврите. В 1920-е и 1930-е годы Палестина стала доминирующим центром литературы на иврите. Многие из пионеров ивритской литературы были сионистами. Великие деятели 20 века — Ахад ха-Ам и Шаул Черниховский провели свои последние годы в Тель-Авиве, и хотя это был не большой период их творчества, они оказали большое влияние на молодых писателей на иврите.